# Jef Gilson
Pour les articles homonymes, voir Gilson.
Jef Gilson, né Jean-François Quiévreux le 25 juillet 1926 à Guebwiller et mort le 5 février 2012 à Beaulieu,, est un pianiste français, arrangeur, compositeur, chef d'orchestre de big band et ingénieur du son.

## Biographie
De formation clarinettiste classique[Quand ?], Gilson commence avec Claude Luter dans le groupe de Boris Vian pendant l'Occupation. Puis, il se met au piano en 1947, il continue à jouer avec Boris Vian et André Hodeir jusqu'à la fin des années 1940 et est l'un des premiers compositeurs français à s'éloigner du style New-Orleans pour s'essayer au bebop. L'expérience du big band de Dizzy Gillespie l'amène finalement à devenir chef de big band. Une de ses compositions rend hommage à cette formation : « Je me souviens encore du Grand Orchestre de Dizzy Gillespie en 1948 ».
Il étudie la composition avec André Hodeir[réf. nécessaire].
Il est également critique musical pour la revue Jazz Hot de 1962 à 1966.
Il gère parallèlement un petit studio d'enregistrement situé au 7 rue Grégoire-de-Tours, le Kiosque d'Orphée, qui permet de presser des petites séries de disques vinyl. Il est à la fois disquaire et ingénieur du son.
Il forme diverses formations de big band à partir de 1963, où il joue au piano ses compositions et lance de nouveaux musiciens comme entre autres Bill Coleman, Bernard Vitet, Jean-Louis Chautemps, François Jeanneau, Michel Portal, Jean-Luc Ponty , Bernard Lubat, Lloyd Miller et Henri Texier. Le clarinettiste Woody Shaw et le saxophoniste Nathan Davis se sont produits et ont enregistré avec cet orchestre au printemps 1965.
De plus, il rejoint en 1965 le sextet vocal Les Double Six d'abord comme chanteur puis devient pendant un temps[évasif] le directeur musical.
Les enregistrements de Gilson, sur lesquels sont incluses les premières compositions avec changements de tempo (Enfin!, Œil Vision), les couches bitonales et les thèmes chromatiques, apparaissent pour la première fois sur un mini-label. Une partie de la fonction harmonique est supprimée dans ses compositions depuis 1964, en étant exclusivement orienté vers le free jazz (New Call from France,  MPS, 1966). Le succès commercial ne s'est pas concrétisé, de sorte qu'en 1968 Gilson s'est rendu temporairement à Madagascar.
En 1971, il revient en France avec des musiciens de jazz malgaches et se concentre d'abord sur l'ethno-jazz et plus tard sur l'improvisation totale. En 1973, il fonde son label Palm, sur lequel figurent surtout les enregistrements avec son orchestre Europamerica, et avec Butch Morris. Pour ce disque plus arrangé, qui a commencé à refléter ses réalisations de free jazz, il a reçu le Prix Boris Vian en 1978.
Jusqu'à sa mort, il vit retiré en Ardèche.
Jef Gilson était également professeur d'harmonie à l'école de Jazz du Centre d'informations musicales[réf. nécessaire].

## Ouvrage
- L'harmonie du Jazz (Connaître et utiliser les accords et les gammes, Progressions harmoniques-modes-canevas d'improvisation), PALM, 1981

## Discographie
- 1962 : Jef Gilson septet avec Lloyd Miller, (LP, spirit jazz)[9]
  - face 1 (A1 Le Grand Bidou, A2 Bizz-Are, A3 Fable Of Gutenberg) enregistrée en 1961 avec Pierre Caron, Lloyd Miller, Alain Melet, Henri Texier, Asin Tabarnouval et Pierre-Alain Dahan.
  - face 2 (B1 Et Monk?, B2 Quiproquo, B3 Fast Fats) enregistrée en 1958 avec Roger Guérin, F. Verstraete, Luis Fuentes, Bobby Jaspar, Doug Watkins, Walter Davis Jr. et Art Taylor.
- s.d. : Jef Gilson Big Band : up to the light, java for raspail (45 tours, CED CED-J-451)
- 1963 :  Enfin! (Disques Du Club de l'échiquier)
- 1964 :  Œil Vision avec Jef Gilson, Jean-Luc Ponty et Jean-Louis Chautemps (Disques Du Club de l'échiquier)
- 1966 : Gel Gilson Nonet feat. Jean Louis Chautemps, New Call from France (MPS Records)
- 1967 : Louez Dieu avec Christiane Oriol (LP, Jerusalem)
- 1971 : Le Massacre Du Printemps (Futura Records)
- 1972 : Concert À La M.J.C. Colombes avec Jean Luc Ponty, Jean-Charles Capon, Gilbert Rovère et Lionel Magal  (PALM 2)
- Philippe Maté / Jef Gilson – L'Œil avec : piano électrique, claviers [ondioline] , composition – Jef Gilson ; sax alto – Philippe Maté ; contrebasse – Didier Levallet ; flûte , batterie – Maurice Bouhana ; orgue – Pierre Moret ; cor anglais, flûte , percussion – Bruno Di Gioia ; batterie – Jean-Claude Pourtier ; percussion – Elie Dos Reis. Enregistré au  Foyer Montorgueil, Paris, le 4 février 1972, (LP – Workshop, Palm)

- 1972 : Malagasy[10] (Lumen, PALM 1)
- 1973 : Malagasy - At Newport -Paris (PALM 5)
- 1973 : Workshop avec Philippe Maté et Jef Gilson (PALM 7)
- 1974 : Hal Singer et Jef Gilson, Soul of Africa (LP, Le Chant du Monde)

- 1975 : 1945/1975 Anthology Jef Gilson (PALM 18 à 21)

- 1977 : Europamerica avec L. Morris, J.L. Chautemps, F. Jeanneau, A. Jaume, Ph. Maté, A. Hatot, M. Richard, J.C. Capon, J. Gilson, P.Y. Sorin et G. Brown (PALM 28)
- 2011 : Anthologie The best of Jef Gilson[10] chez JazzmanRecords.co.uk[11]
- 2013 : Archives[12] chez JazzmanRecords
- 2020 : Jef Gilson Big Band – Live à Gaveau – 1965, (album inédit tiré à 150 exemplaires LP, Sam Records)[5]
  - avec Roger Guérin, Bernard Vitet, François Guin, Raymond Fonsèque, Michel Portal, Jacques Di Donato, Pierre Caron, Jean-Louis Chautemps, Bernard Lubat, Jean-François Jenny-Clark et Jacques Thollot.